# Epierus nemoralis
Epierus nemoralis är en skalbaggsart som beskrevs av Lewis 1892. Epierus nemoralis ingår i släktet Epierus och familjen stumpbaggar. Inga underarter finns listade i Catalogue of Life.